# Enzo Tarascio
Enzo Tarascio, de son vrai nom  Vincenzo Gaetano Tarascio (né à Turin le 19 mars 1919 et mort à  San Cesareo le 1er octobre 2006), est un acteur et un chanteur italien, actif au cinéma, au théâtre, à la radio et à la télévision surtout entre les années 1950 et 1980.

## Biographie
Né à Turin dans une famille d'origine sicilienne, Enzo Tarascio est un acteur actif également au cinéma et à la télévision. On se souvient de lui pour les rôles de dur à cuire qu'on lui donnait souvent. Parmi ses interprétations pour le cinéma, il y a celle de  Continuavano a chiamarlo Trinità, western de 1971 réalisé par E.B. Clucher, dans lequel il joue le rôle de Mitch, shérif de la ville de San José, et Il conformista, tourné l'année précédente, réalisé par Bernardo Bertolucci et dans lequel il joue le rôle du professeur Luca Quadri.
Enzo Tarascio est mort en octobre 2006 à l'âge de 87 ans.

## Filmographie partielle
- Il bivio, de Fernando Cerchio (1951)
- Dialogo di un venditore di almanacchi e di un passeggiere, court-métrage de Ermanno Olmi (1954)
- Il moralista, de Giorgio Bianchi (1959)
- Una spada per l'impero, de Sergio Grieco (1964)
- I criminali della metropoli, de Gino Mangini (1965)
- Le Conformiste, de Bernardo Bertolucci (1970)
- La Victime désignée (|La vittima designata), de Maurizio Lucidi (1971)
- Roma bene, regia di Carlo Lizzani (1971)
- L'Appel de la chair (La notte che Evelyn uscì dalla tomba), de Emilio Miraglia (1971)
- On continue à l'appeler Trinita ( Continuavano a chiamarlo Trinità), de E.B. Clucher (1971)
- Le Tueur à l'orchidée ( Sette orchidee macchiate di rosso), de Umberto Lenzi (1972)
- 1972 : A come Andromeda de Vittorio Cottafavi (mini-série télévisée)
- L'etrusco uccide ancora, de Armando Crispino (1972)
- Il prato macchiato di rosso, de Riccardo Ghione (1975)